# العثور على مشكلة
العثور على المشكلة يعني اكتشاف المشكلة. وهي جزء من المشكلة الأوسع نطاقًا التي تتضمن تحديد المشكلة وحل المشكلة. يتطلب العثور على المشكلة رؤية فكرية ونظرة ثاقبة في الجزء المفقود. وهذا يتضمن تطبيق الابتكار.